# Erythrophysa alata
Erythrophysa alata là một loài thực vật có hoa trong họ Bồ hòn. Loài này được (Eckl. & Zeyh.) Hutch. mô tả khoa học đầu tiên năm 1932.